# Turfan (prefektura)
Turfan (chiń. 吐鲁番地区; pinyin: Tulufán Dìqū; ujg. تۇرپان ۋىلايىتى, Turpan Wilayiti) – dawna prefektura w Chinach, w regionie autonomicnym Sinciang. Siedzibą prefektury był Turfan. W 2000 roku liczyła 550 731 mieszkańców.
12 kwietnia 2015 roku prefektura została zlikwidowana, a jej obszar włączony został do miasta Turfan, które podniesiono do rangi miasta na prawach prefektury.

## Podział administracyjny
Prefektura Turfan podzielona była na:
- miasto: Turfan,
- 2 powiaty: Shanshan, Toksun.